# Tóka (Ausztria)
Tóka (németül Tauka) Liba településrésze, egykor önálló község Ausztriában, Burgenlandban, a Gyanafalvi járásban.

## Fekvése
Gyanafalvától 10 km-re délre a szlovén-osztrák-magyar hármashatár közvetlen közelében fekszik.

## Története
A település 1610-ben tűnik fel az írott forrásokban. Neve szláv eredetű lehet, talán a Dudka személynévből származik. 1637-ben "Tawka", 1698-ban "Tauca", 1773-ban "Tunka" alakban említik. Dobra várának tartozéka, a Batthyány család birtoka volt. 1637-ben 5 háza volt. 1699-ben 28, 1720-ban 16, 1751-ben 24 házat számláltak a településen. 1767-ben 13 negyed, 15 nyolcad jobbágytelke volt, valamint egy zsellérház is állt itt. 1787-ben 46 házában 261 lakos élt. 1830-ban 40 háza volt 294 lakossal. 1857-be 48 házat és 378 lakost számláltak itt.
Vályi András szerint " TAUCHA. Vas Várm. földes Ura Gr. Batthyáni Uraság, fekszik Dobrához közel, mellynek filiája."
Fényes Elek szerint " Taucha, német falu, Vas vmegyében, 35 kath., 304 evang. lak. F. u. gr. Batthyáni Lajos zártömege s a dobrai urad. tartozik."
Vas vármegye monográfiája szerint " Tauka, 67 házzal és 404 r. kath. és ág. ev. vallású, németajkú lakossal. Postája Dobra, távírója Gyanafalva. Határában fogják elvezetni a tervezett gyanafalva-muraszombati vasútat."
1910-ben 685, túlnyomórészt német lakosa volt. A trianoni békeszerződésig Vas vármegye Szentgotthárdi járásához tartozott. A békeszerződések Ausztriának ítélték. 1971-ben Libához csatolták. 2001-ben 348 lakosa volt.

## Nevezetességei
- A falutól északkeletre egyórányi járásra a hármashatáron emlékmű áll, országcímerekkel és Trianon dátumával.
- Kopjafa, 1989-es dátummal, a határnyitás emlékére szentelve

## Külső hivatkozások
- Liba weboldala[halott link]
- Tóka a dél-burgenlandi települések portálján
- A burgenlandi települések történeti lexikona